# Lethus carbonarius
Lethus carbonarius är en insektsart som beskrevs av Marius Descamps 1974. Lethus carbonarius ingår i släktet Lethus och familjen Episactidae. Inga underarter finns listade i Catalogue of Life.